# Якоб ван Рейсдал
Я́коб ван Ре́йсдал або Якоб Ізакс ван Ра́йздал (нід. Jacob van Ruisdael, Jacob Isaakszoon van Ruysdael, : ˈjaːkɔp fɑn ˈrœyzdaːl) 1628 або 1629, Гарлем — 1682, Амстердам) — голландський живописець і графік.

## Біографія
Навчався Я. ван Рейсдал, імовірно, у свого дядька, Саломона ван Рейсдала та батька, що був провінційним художником.
На творчості Рейсдала позначився вплив П.Поттера, Я. ван Гойєна, Г.Сетерса.
У 1648 році Рейсдала прийнято до гарлемської гільдії художників
З 1656 року жив у Амстердамі. Після смерті там у 1682 році похований у рідному Гарлемі.

### Учень Гоббема
Учнем та послідовником Ресдаля в пейзажному живопису був Мейндерт Гоббема. Вони разом мандрували селами та робили замальовки краєвидів, які ставали сюжетами для майбутніх картин. Небагатий Гоббема так і не зумів пробитися до фінансового успіху і був примушений злиднями шукати якусь посаду. Він стане акцизним чиновником, а дрібна посада дасть невеликий, але постійний прибуток. Учень працював в манері, наближеній до Рейсдаля, хоча й не досяг філософських узагальнень вчителя. Після смерті обох Гоббему забули, а його твори, наближені до сюжетів Рейсдаля, відносили до творів Якоба. Ім'я Гоббеми забули майже на 200 років і наново відкрили у 20 столітті, оголосивши Гоббему останнім видатним пейзажистом, якого породила Голландія 17 століття.

### Творчість
Якоб ван Рейсдал увійшов до історії світового образотворчого мистецтва як видатний майстер реалістичного пейзажного живопису. У найкращих його творах знайшли глибоке відображення різноманітні почуття й думки людини. Його образи природи, сповнені роздумів, часом романтично схвильовані, завжди урочисті й величні.
У своїй творчості художник віддавав перевагу незвичним для голландського живопису зображенням лісу, бурхливих річок або струмків, старих, занедбаних цвинтарів.
Класичний живопис краєвидів Китаю завжди й цілком слушно називають філософським. Скелясті гори, водоспади, понівечені вітром дерева лякали людину велетенськими розмірами, таємницею творіння, залишками первісного хаосу, довготривалістю. Неможливість підкорити природу і спроба виживати поряд поглиблювала думки, навчала поваги до середовища, до всесвіту.
Рейсдал ніколи не мандрував Китаєм. Але негоціанти Голландії там були и привозили славетну китайську порцеляну. Можливо, невгамовний дослідник Рейсдал прискіпливо вдивлявся в розписи китайської порцеляни, аж поки не побачив, що рідні дерева, струмки та пагорби нічим не гірші за китайські. А восени, або під збряклим, дощовим небом від рідних краєвидів було болісно серцю, як і китайцю 12-го або 16-го століття від своїх туманів, річок та маленьких селищ. Саме Рейсдала назвали засновником західноєвропейського філософського пейзажу.

### Вибрані твори
- «Будинок у гаю» (1646), Ермітаж.
- «Вид на Нарден», 1647, Музей Тіссен-Борнеміса, Мадрид
- «Єврейське кладовище» (бл.1650—1655), Дрезденська картинна галерея,
- «Краєвид села Егмонд», Музей образотворчих мистецтв імені Пушкіна, Москва
- «Краєвид з водяним млином» (1661),
- «Болото», Ермітаж, Петербург
- «Водоспад»,
- «Гори у Норвегії»
- «Пейзаж зі стадом», Національний музей мистецтв імені Богдана та Варвари Ханенків, Київ
- «Штормове море біля молу», Кембел Арт Мьюзеум, Техас
- «Пшеничні лани», Метрополітен-музей, Нью-Йорк

### Рейсдал в музеях світу
Полотна Рейсдала зберігаються в багатьох музеях світу, зокрема зібраннях Нідерландів,  Великої Британії, США, Німеччини, Росії тощо. Київський Музей мистецтв імені Богдана та Варвари Ханенків (кол. Музей західного та східного мистецтва) має в своїй збірці картину митця «Лісова річка», що належить до ранніх творів видатного майстра. Ліворуч на пагорбі монограма Рейсдала.

### Галерея

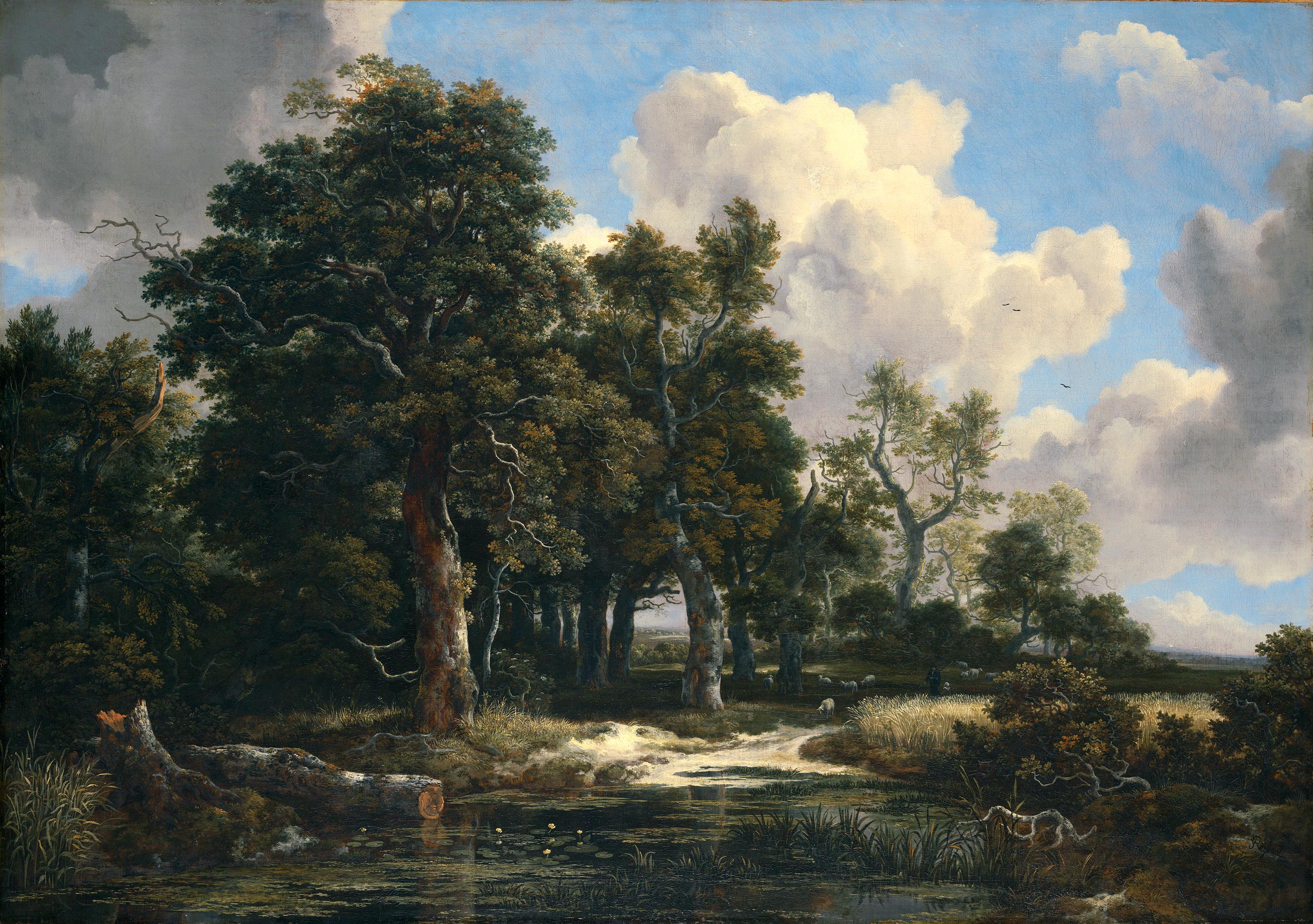
«Лісовий пейзаж», бл. 1660, Ворчестер колледж. Оксфорд
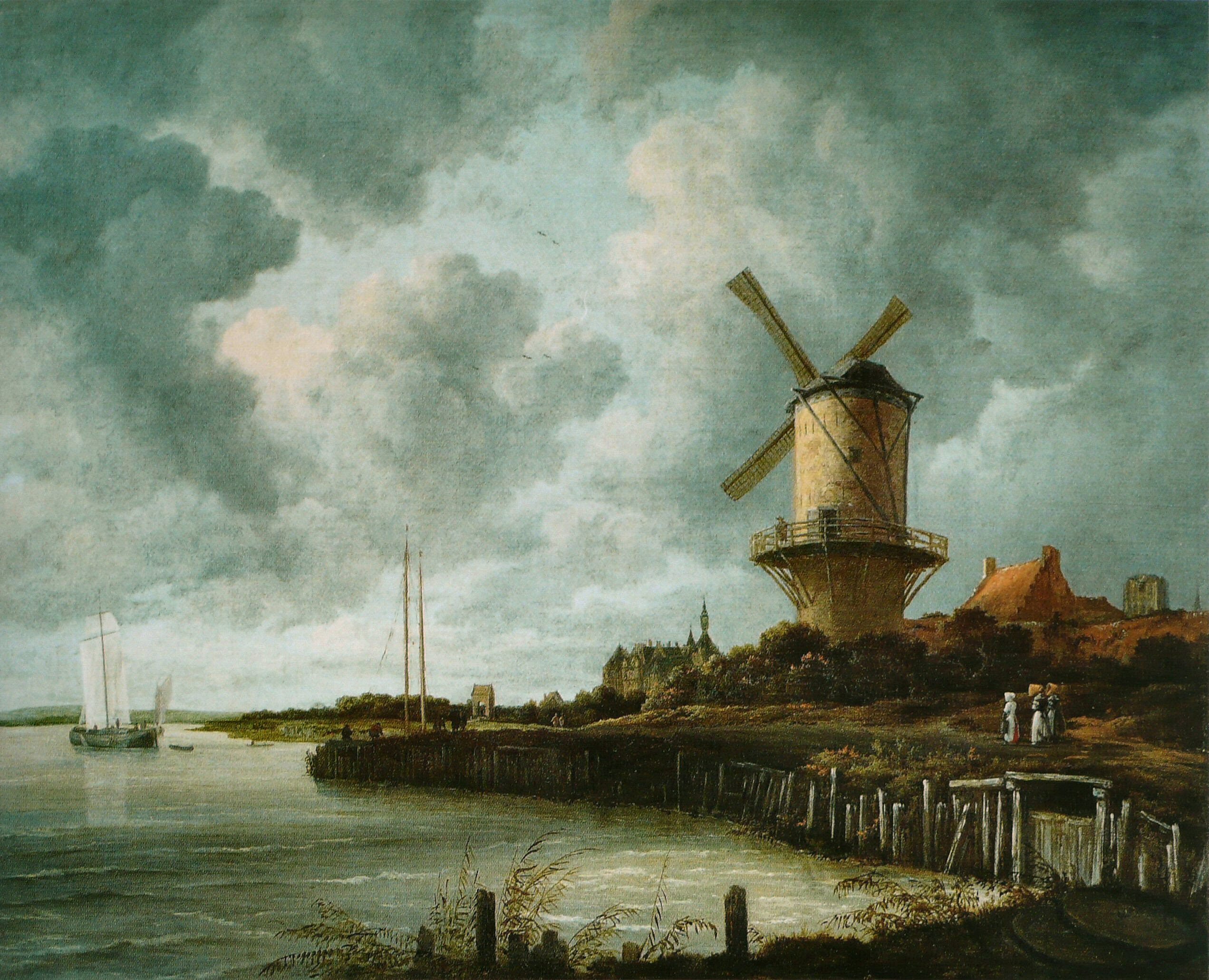
«Вітряк у Вейк-бей-Дюрстеде», 1670, Державний музей, Амстердам
«Пейзаж з дюнами і чагарниками», 2-а трет. XVII ст., Стара пінакотека, Мюнхен
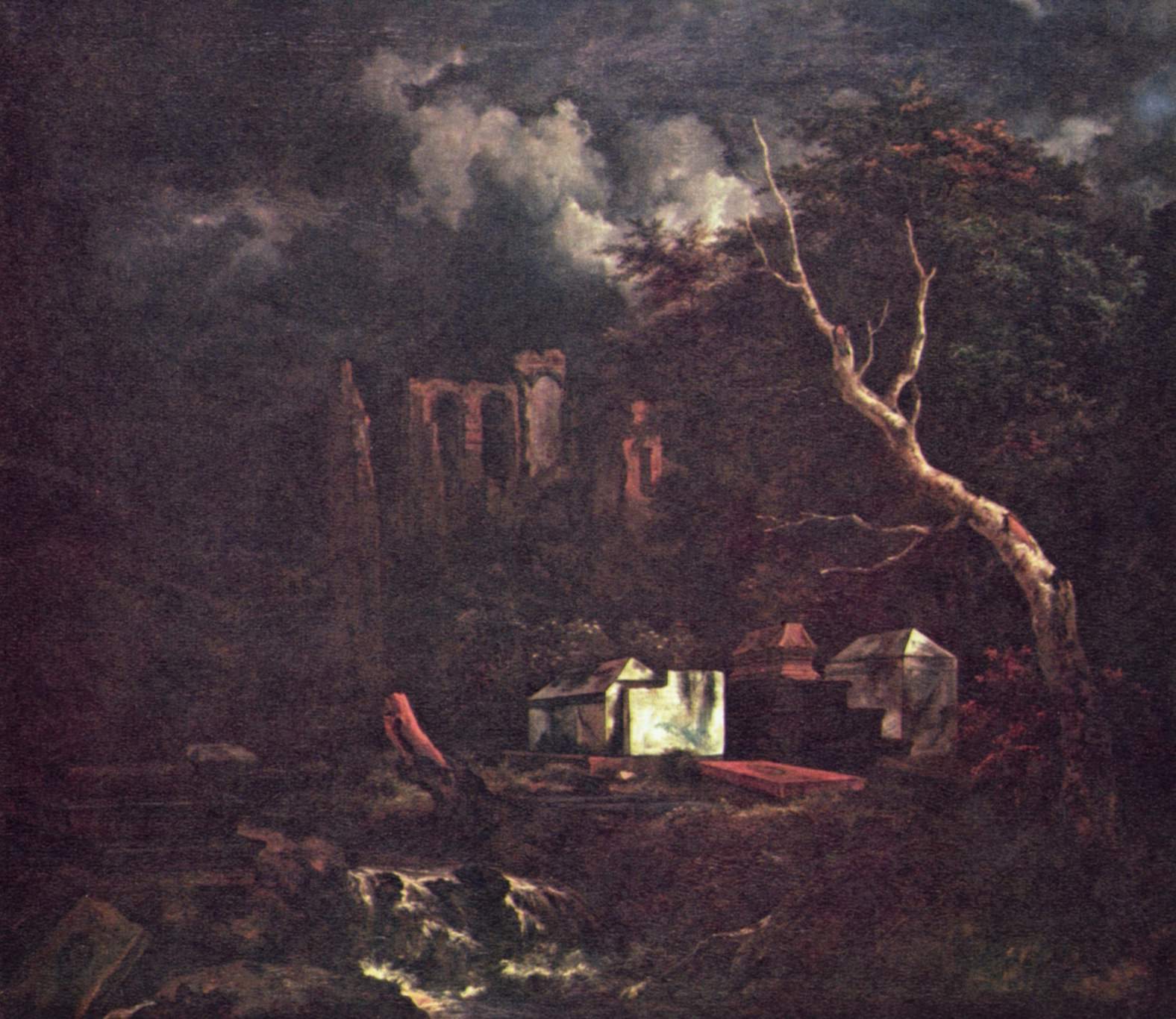
«Єврейське кладовище», 2-а трет. XVII ст., Дрезденська картинна галерея, Дрезден
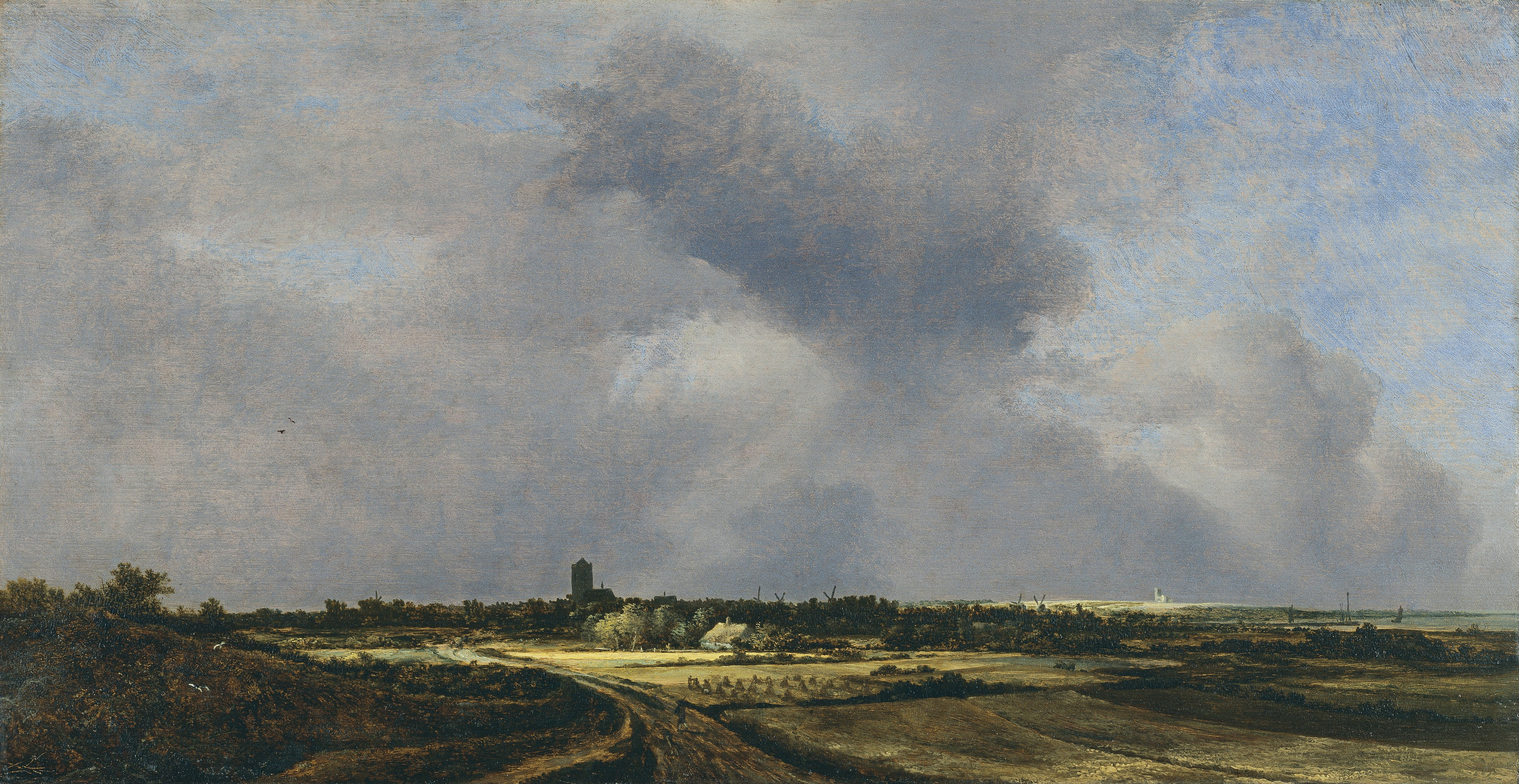
«Вид на Нарден», 1647, Музей Тіссен-Борнеміса, Мадрид
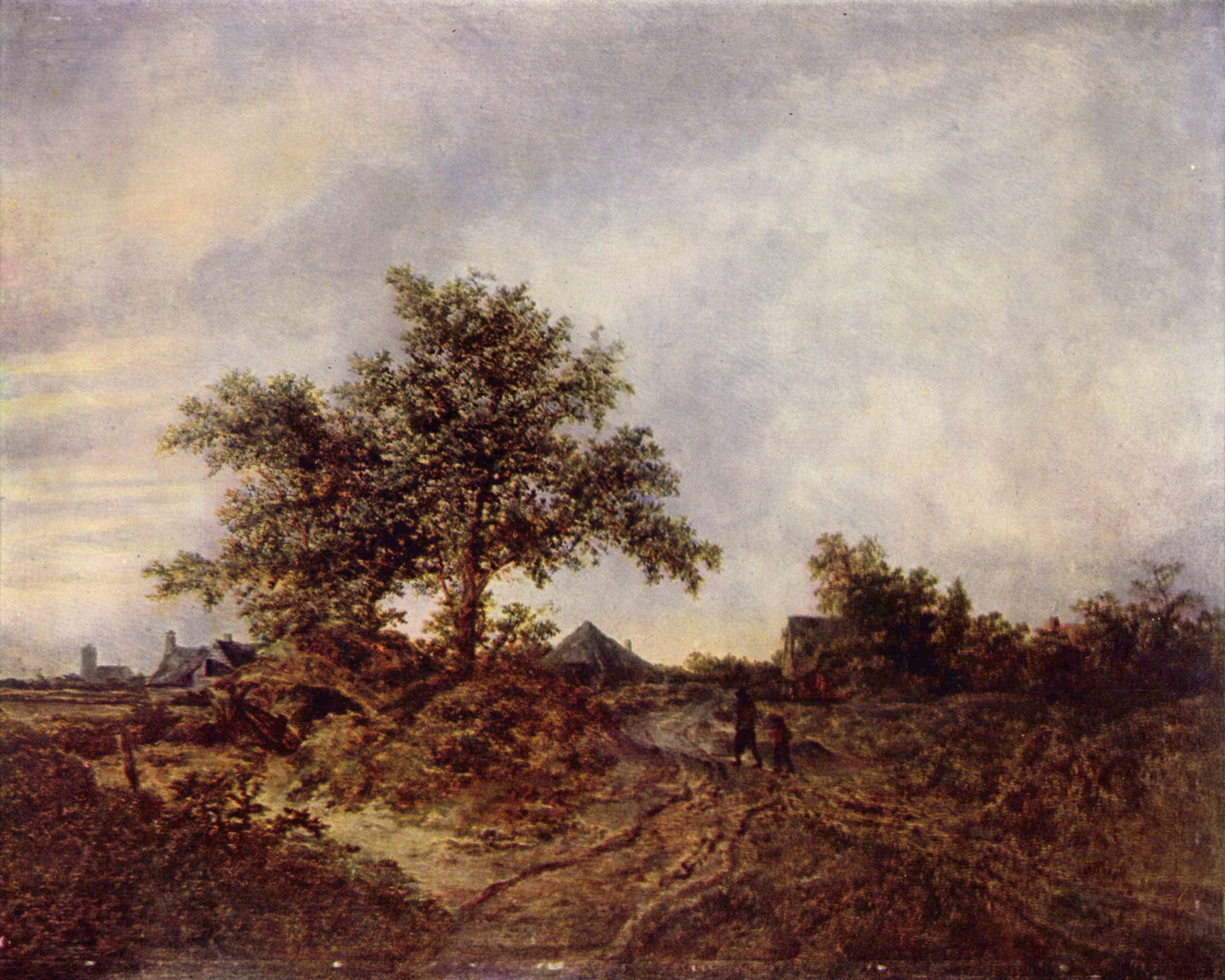
«Пейзаж», 1647, Державний музей образотворчих мистецтв імені О. С. Пушкіна, Москва
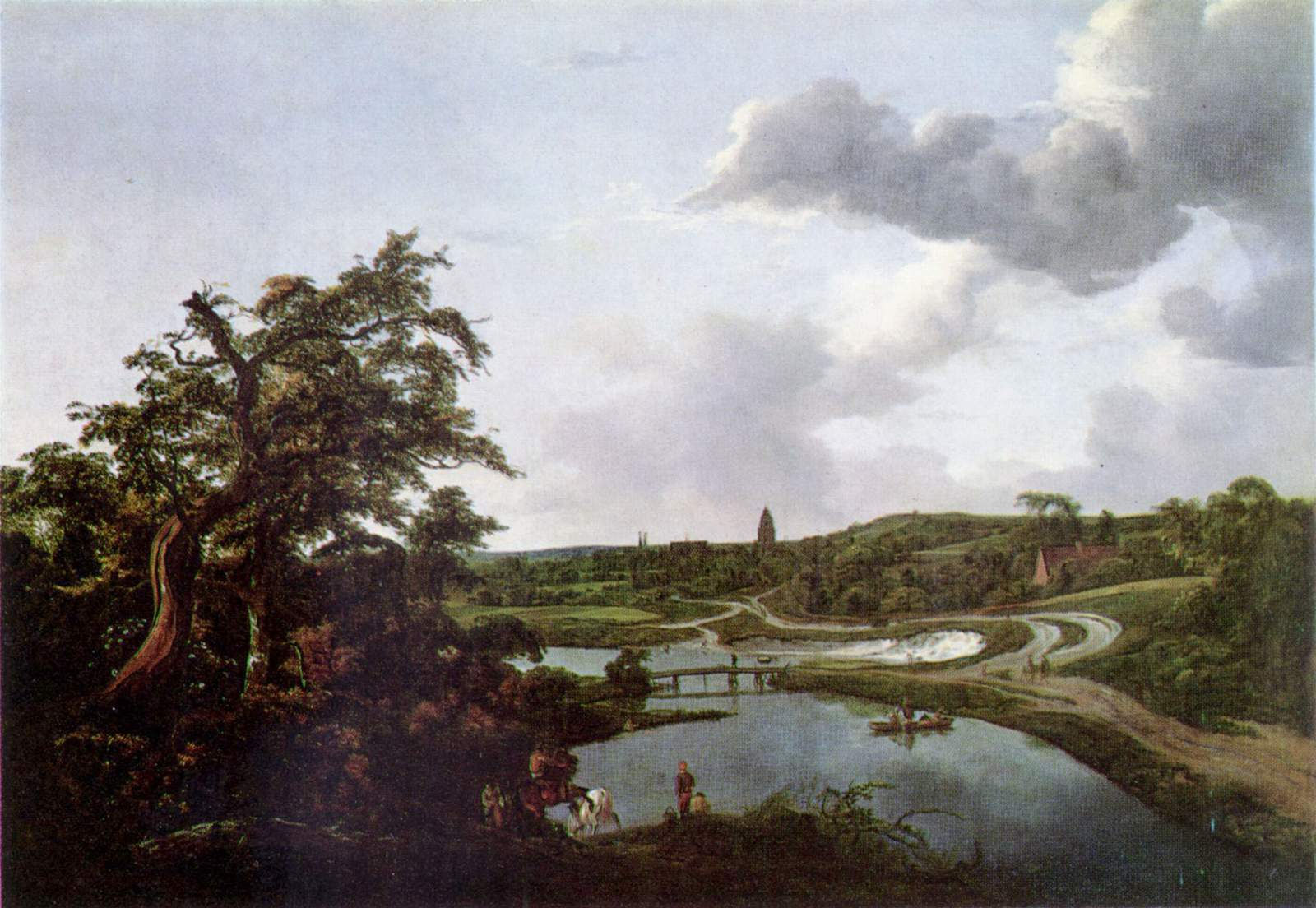
«Берег річки», 1649, Національна галерея Шотландії, Единбург
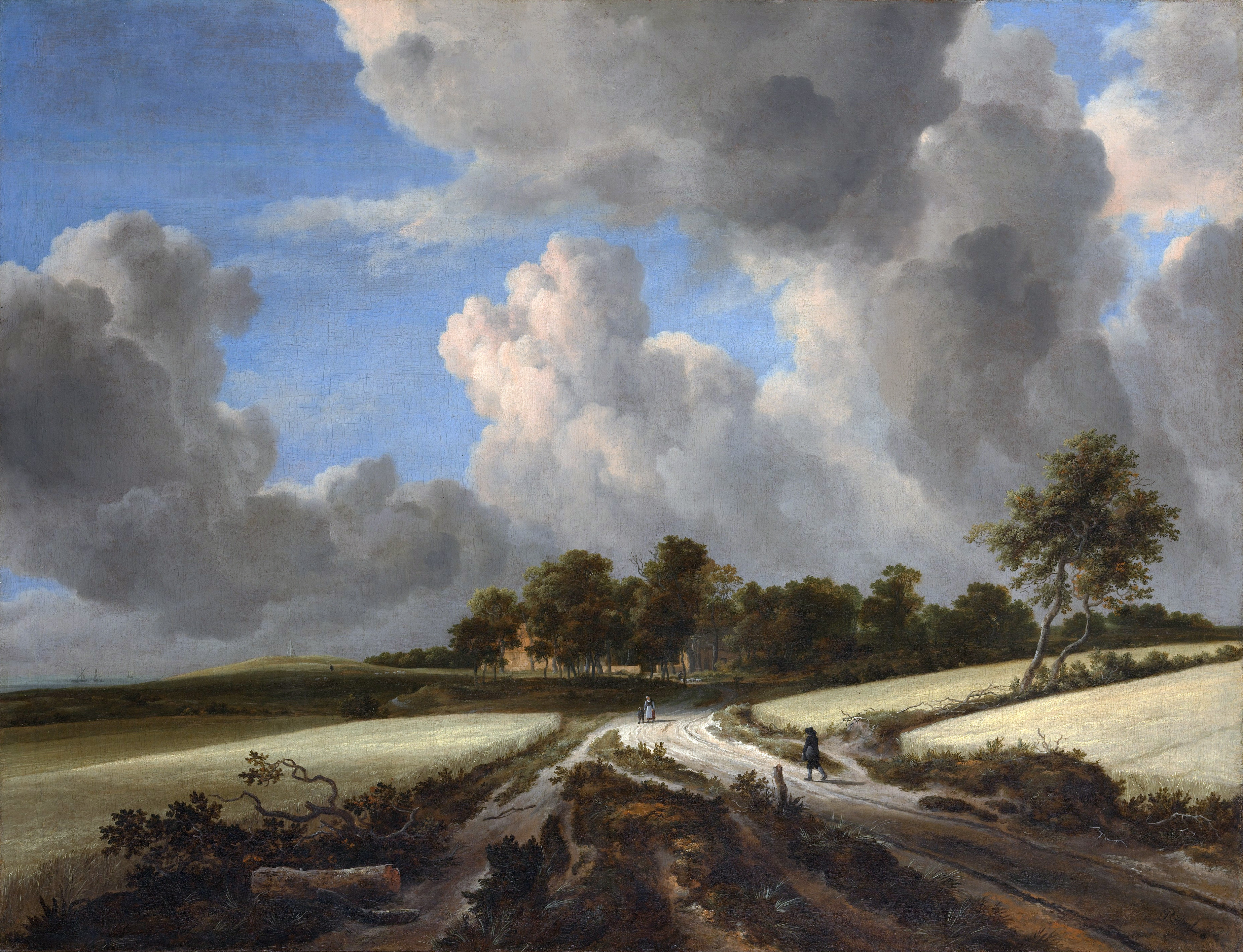
«Пшеничні лани», бл. 1670. Метрополітен-музей, Нью-Йорк